# 神津善之介
神津 善之介（こうづ よしのすけ、1972年 - ）は、スペインを拠点に活動中の日本人洋画家。父は作曲家の神津善行、母は女優・タレントの中村メイコ。姉が2人おり、長姉は神津カンナ、次姉は神津はづきである。義兄（はづきの夫）は俳優の杉本哲太。

## 略歴
東京生まれ。武蔵工業大学に入学後、 1992年J・トレンツ・リャドに師事。1997年東京、ガレリア・プロバにて初個展。1998年マヨルカ、バルセロ財団主催国際絵画展、入選。マドリード、第65回サロン・デ・オトーニョ展、入選及び奨学金賞受賞。ギジェルモ・ムニョス・ベラに師事。1999年マドリード、第14回BMW財団主催国際絵画展、入選。ガレリア・メルセデス・デ・カソ（マドリード）にて三人展に参加。
2000年ガレリア・ノバ（マラガ）、ガレリア・カルテル（グラナダ）ガレリア・アンソレナ（マドリード）にて「現代絵画の接点」展の巡回展に参加。大阪、近鉄百貨店にて個展。東京、ガレリア・プロバにて「リャドと弟子たち展」に参加。マドリード、デュラン絵画コンクール入選。2008年マドリード、ガレリア・パス・フェリスにて個展。

## テレビ出演
- ゆかいな音楽会 - レギュラー